# Pinukpuk
Pinukpuk  es un municipio en la provincia de Calinga en Filipinas. Conforme al censo del 2000, tiene 26,130 habitantes.

## Barangayes
Pinukpuk se divide administrativamente en 23 barangayes.
| - Aciga - Allaguia - Ammacian - Apatan - Ba-ay - Ballayangon - Bayao - Wagud - Camalog - Katabbogan - Dugpa - Cawagayan | - Asibanglan - Limos - Magaogao - Malagnat - Mapaco - Pakawit - Pinukpuk Junction - Socbot - Taga (Población) - Pinococ - Taggay |